# Morten Ørsal Johansen

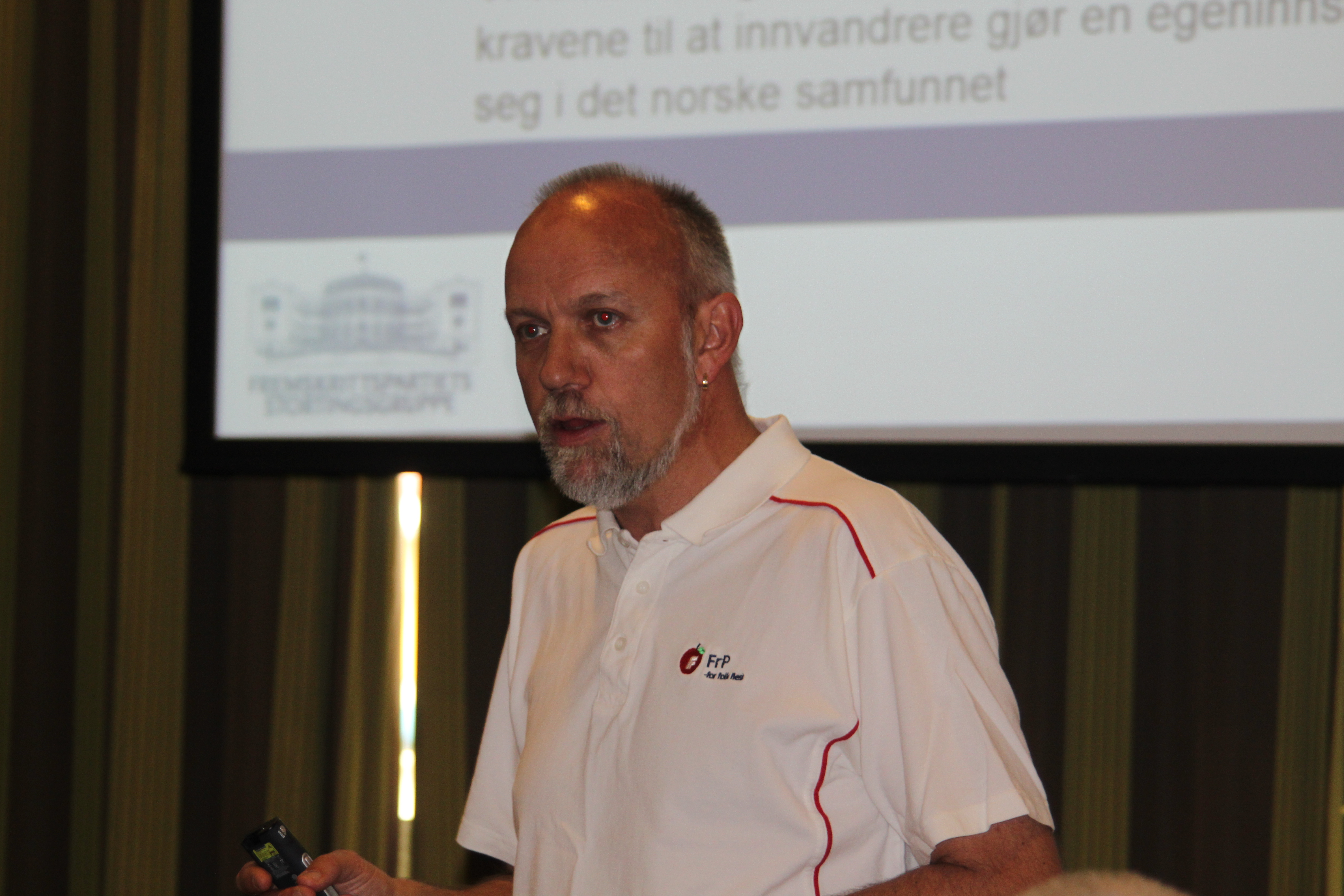
Morten Ørsal Johansen, 2013

Morten Ørsal Johansen (* 11. September 1964 in Sunndal) ist ein norwegischer Politiker der rechten Fremskrittspartiet (FrP). Von 2009 bis 2021 war er Abgeordneter im Storting.

## Leben
Von 1984 bis 1994 arbeitete er als Industriearbeiter in Raufoss. Im Jahr 1994 schloss Johansen seine Ausbildung zum CNC-Maschinenarbeiter ab. Anschließend war er bis 1997 als Prozesskontrolleur tätig, bevor er bis 2000 als Prozessentwickler arbeitete. In den Jahren 1993 bis 2011 war er Mitglied im Kommunalparlament von Vestre Toten. Zwischen 1999 und 2009 war Johansen außerdem Abgeordneter im Fylkesting der damaligen Provinz Oppland.
Bei den Parlamentswahlen 2001 und 2005 verpasste Johansen den Einzug in das norwegische Nationalparlament Storting. Er erhielt schließlich bei der Wahl 2009 erstmals ein Mandat. Dort vertrat er den Wahlkreis Oppland und er wurde zunächst Mitglied im Justizausschuss. Während der Legislaturperiode wechselte er im Oktober 2011 in den Kommunal- und Verwaltungsausschuss. Nach der Stortingswahl 2013 wurde er Teil im Wirtschaftsausschuss, ab Februar 2016 fungierte er als dessen stellvertretender Vorsitzender. Im Anschluss an die Wahl 2017 wurde er erneut einfaches Mitglied. 
Johansen gab bekannt, 2021 nicht erneut für einen Sitz im Storting kandidieren zu wollen. Er schied in der Folge im Herbst 2021 aus dem Parlament aus.